# Hertogdom Naxos
Het hertogdom Naxos (Italiaans: ducato di Nasso, Grieks: δουκάτο της Νάξου) was een van de kruisvaardersstaten die ontstonden na de Vierde Kruistocht. Het territorium besloeg voornamelijk de Cycladen, enkele Ionische Eilanden en enkele Sporaden in de Egeïsche Zee in het huidige Griekenland. Het is ook bekend als hertogdom van de Archipel (Italiaans: ducato dell'Arcipelago, Grieks: δουκάτο του Αρχιπελάγους of hertogdom van de Egeïsche Zee (Italiaans: ducato dell’ Egeopelagi, Grieks: δουκάτο του Αιγαίου).

## Ontstaan en opkomst
De Italiaanse stadstaten, met name Genua, Pisa en Venetië hadden al lang voor de Vierde Kruistocht interesse in de eilanden in de Egeïsche Zee. Er waren Italiaanse handelsposten in Constantinopel en Italiaanse piraten vielen regelmatig nederzettingen in het gebied aan in de 12e eeuw. Na de val en de verdeling van het Byzantijnse Rijk in 1204, waarin Venetië een belangrijke rol speelde, konden de Venetianen hun macht definitief vestigen in de Egeïsch gebied.
Het hertogdom Naxos werd in 1207 gecreëerd door Marco Sanudo, een kruisvaarder en neef van de voormalige doge van Venetië, Enrico Dandolo, die de Venetiaanse vloot naar Constantinopel had aangevoerd. Het was een eenzijdige daad, zonder de toestemming van de Latijnse keizer Hendrik van Vlaanderen. Sanudo werd vergezeld door Marino Dandolo, Andrea Ghisi en Geremia Ghisi, Ravano dalle Carceri, heer van Euboea, en Philocalo Navigaioso, heer van Lemnos. Hij leende acht galeien van het Venetiaans Arsenaal en ging voor anker in de haven van Potamidides, in het zuidwesten van Naxos, en veroverde van daaruit het eiland.
De Grieks-orthodoxe inwoners van het eiland verzetten zich tegen de inval en verschansten zich rond het fort van Apalyros. Na een beleg van vijf of zes weken viel het fort, ondanks hulp die de Grieken kregen van Genua.
In 1210 had Sanudo het gehele eiland in handen en van daar uit veroverde hij de rest van de Cycladen en noemde zichzelf hertog van Naxia of hertog van de Archipel, residerend op Naxos.

### Bestuur
Sanudo bouwde een sterk fort op Naxos en verdeelde het land in 56 provincies, die hij in leen gaf aan leiders van zijn troepen. De meeste provincies hadden een grote mate van autonomie. Carceri en Navigaoiso hadden hun eiland in leen gekregen van Hendrik van Vlaanderen. Ook Sanudo erkende de keizer als leenheer om geen vazal van Venetië te worden.
Aan het eind van zijn regering in 1227 behoorden de volgende eilanden tot Sanudo’s hertogdom:
| - Naxos - Paros - Antiparos - Milos (Melos/Milo) - Sifnos - Kithnos | - Ios - Amorgos - Kimolos - Sikinos - Syros - Folegandros | - Andros - Tinos - Mikonos - Skyros (Sporaden) - Skopelos (Sporaden) - Serifos (Sporaden) | - Kea - Thera/Santorini - Anafi - Kythira (Ionische Eilanden) - Antikythera (Ionische Eilanden) |

De vervanging door een Latijns feodalisme veroorzaakte weinig onrust onder de Griekse bevolking, die bekend waren met de rechten van een landeigenaar onder het gelijksoortige Byzantijnse systeem van pronoia. In de meeste gevallen leefden ze relatief vreedzaam onder hun nieuwe Venetiaanse heren. Sanudo en zijn opvolgers voeren een verzoenende koers met hun Griekse onderdanen en gaven sommigen van hen zelfs stukken land in leen om ze aan de dynastie te binden.

### Geloof
De Venetianen brachten het Rooms-katholieke geloof mee, maar omdat zij een minderheid van meestal afwezige landeigenaren waren, bleef het grootste deel van de bevolking het Grieks-orthodoxe geloof aanhangen. Marco Sanudo stichtte een katholiek aartsbisdom op Naxos, maar in tegenstelling tot zijn opvolgers deed hij weinig om de Grieks-orthodoxe meerderheid te bekeren.
De pogingen van zijn opvolgers bestonden er vooral uit restricties op te leggen aan de orthodoxe geestelijkheid en orthodoxe christenen uit te sluiten van hoge posten, waardoor de aanvankelijk nominale scheiding tussen katholieken en orthodoxen later een sociale scheiding werd, waarbij de katholieke heersende klasse in de steden op de eilanden leefde en de orthodoxen voornamelijk op het platteland.

### Economie
De belangrijkste bronnen van inkomsten in het nieuwe hertogdom waren de handelsroutes met de grotere eilanden van Anatolië die zij nu beheersten, hoewel de eilanden zelf in bezit bleven van het Latijse Keizerrijk en later het herstelde Byzantijnse Rijk, tot de verovering door de Ottomanen in de 14e eeuw. Naast het zorgen voor veilige handelsroutes voor Venetiaanse schepen exporteerde het hertogdom korund en marmer naar Venetië, dat op Naxos gewonnen werd. Bepaalde Latijnse feodale rechten bleven op Naxos en andere eilanden bestaan, totdat ze in 1720 werden afgeschaft door de Ottomanen.

## Latere geschiedenis en ondergang

Wapen van het hertogdom Naxos

In feite was Naxos een vazalstaat van achtereenvolgens het Latijnse Keizerrijk, het vorstendom Achaea, het koninkrijk Napels in 1278 en na 1418 van de republiek Venetië.
In 1236 werd het hertogdom Naxos door de Latijnse keizer Boudewijn II toegekend aan Willem van Villehardouin, de latere vorst van Achaea. Hertog Marco II verloor aan het eind van de 13e eeuw alle eilanden (behalve Naxos en Paros) aan het Byzantijnse Rijk onder admiraal Licario. De Byzantijnse overheersing was van korte duur, want in 1310 moesten zij de eilanden weer afstaan.
In 1317 trof een rooftocht van de Catalaanse Compagnie van het Oosten het hertogdom. In 1383 leidde de familie Crispo een gewapende opstand en wierp het bewind van de Sanudo-dynastie omver. Onder het huis Crispo raakten de sociale orde en landbouw in verval en werd piraterij een heersende factor.
Voordat de laatste christelijke hertog, Jacopo IV in 1566 door de Ottomaanse sultan Selim II werd afgezet, was hij al schatplichtig aan de sultan. De door de sultan aangewezen vertegenwoordiger en laatste hertog van Naxos was de Portugese jood Jozef Nasi.
Nasi was gehuwd met zijn nicht, Reyna Nasi, erfgename van het huis Mendes (haar familie was met hun vermogen uit Spanje gevlucht na het Decreet van Alhambra). Na Jozefs dood in 1579 onteigende de sultan al haar bezittingen, behalve de 90.000 gouden dinars die in haar huwelijkscontract waren opgenomen. Met deze erfenis onderhield ze een Hebreeuwse drukpers, eerst in haar paleis Belvédère, later in een wijk van Constantinopel (Istanboel).
De christelijke heerschappij verdween nog niet helemaal uit het gebied: leden van de familie Gozzadini uit Bologna bleven heren van Sifnos en andere eilanden van de Cycladen tot 1617, en Tinos bleef Venetiaans tot 1714. De laatste Venetiaanse havens in Morea werden in 1718 veroverd. Gaspar Graziani, een Dalmatische edelman, werd na 1579 beleend met de titel hertog van de Archipel. Hij verloor deze waarschijnlijk na zijn benoeming tot vorst van Moldavië in 1619 of na zijn executie in 1620.

## Andere Venetiaanse gebieden in de Egeïsche Zee
Venetië bezat ook andere eilanden als kolonie, die geen deel waren van Naxos of het Latijnse Keizerrijk.

### Kreta
In 1204 kochten de Venetianen Kreta van Bonifatius II van Monferrato, leider van de Vierde Kruistocht. Van 1207 tot 1211 veroverden ze het terug op Enrico Pecatore, die het eiland in 1206 veroverde.

### Euboea
Venetië had controle over het grootste gedeelte van Euboea (Italiaans: Negroponte), waar zij een handelspost hadden en heersten over verschillende havens op het vasteland van Griekenland.